# تپه گورستان ۱ کاش کانه
تپه قبرستان ۱ کاش کانه در شهرستان بوئین‌زهرا، بخش آبگرم، روستای توآباد واقع شده و این اثر در تاریخ ۲۵ خرداد ۱۳۸۱ با شمارهٔ ثبت ۵۷۸۳ به‌عنوان یکی از آثار ملی ایران به ثبت رسیده است.